# Lempire
Pour l’article homonyme, voir Lempire-aux-Bois.
Lempire est une commune française située dans le département de l'Aisne, en région Hauts-de-France.

## Géographie

### Voies de communication et transports
La localité est desservie par la ligne d'autocars no 48 (Épehy - Villers-Faucon - Péronne) du réseau interurbain Trans'80 Hauts-de-France.

### Hydrographie
La commune est située dans le bassin Artois-Picardie. Elle n'est drainée par aucun cours d'eau.

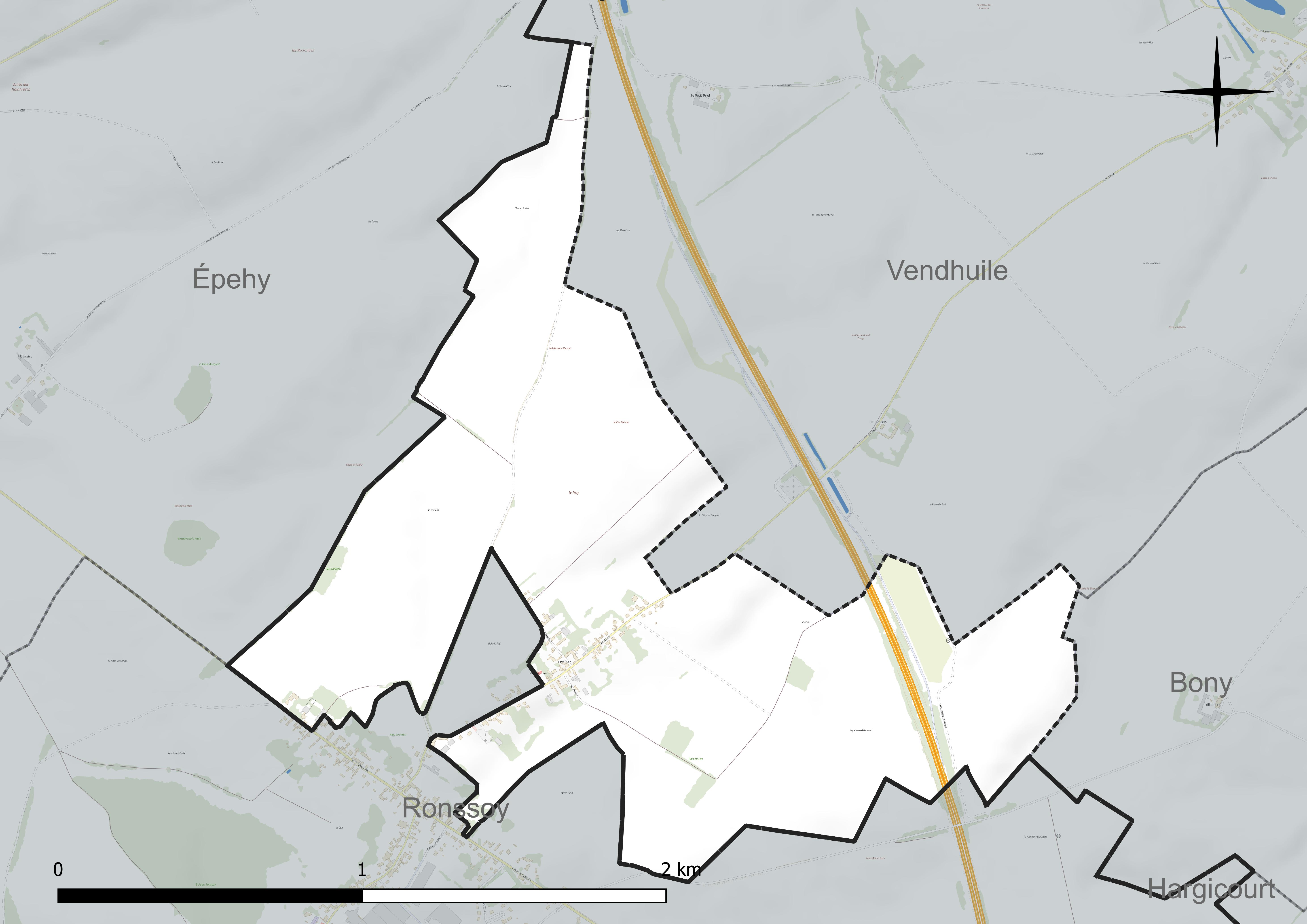
Réseau hydrographique de Lempire.

### Climat
Pour des articles plus généraux, voir Climat des Hauts-de-France et Climat de l'Aisne.
En 2010, le climat de la commune est de type climat océanique dégradé des plaines du Centre et du Nord, selon une étude du CNRS s'appuyant sur une série de données couvrant la période 1971-2000. En 2020, Météo-France publie une typologie des climats de la France métropolitaine dans laquelle la commune est exposée à un climat océanique et est dans la région climatique Nord-est du bassin Parisien, caractérisée par un ensoleillement médiocre, une pluviométrie moyenne régulièrement répartie au cours de l'année et un hiver froid (3 °C).
Pour la période 1971-2000, la température annuelle moyenne est de 9,9 °C, avec une amplitude thermique annuelle de 14,6 °C. Le cumul annuel moyen de précipitations est de 745 mm, avec 11,7 jours de précipitations en janvier et 9,1 jours en juillet. Pour la période 1991-2020, la température moyenne annuelle observée sur la station météorologique la plus proche, située sur la commune d'Épehy à 4 km à vol d'oiseau, est de 10,6 °C et le cumul annuel moyen de précipitations est de 752,8 mm,. Pour l'avenir, les paramètres climatiques de la commune estimés pour 2050 selon différents scénarios d'émission de gaz à effet de serre sont consultables sur un site dédié publié par Météo-France en novembre 2022.

## Urbanisme

### Typologie
Au 1er janvier 2024, Lempire est catégorisée commune rurale à habitat dispersé, selon la nouvelle grille communale de densité à 7 niveaux définie par l'Insee en 2022.
Elle est située hors unité urbaine. Par ailleurs la commune fait partie de l'aire d'attraction de Saint-Quentin, dont elle est une commune de la couronne,. Cette aire, qui regroupe 120 communes, est catégorisée dans les aires de 50 000 à moins de 200 000 habitants,.

### Occupation des sols
L'occupation des sols de la commune, telle qu'elle ressort de la base de données européenne d'occupation biophysique des sols Corine Land Cover (CLC), est marquée par l'importance des territoires agricoles (92,7 % en 2018), une proportion identique à celle de 1990 (92,7 %). La répartition détaillée en 2018 est la suivante : 
terres arables (92,7 %), zones urbanisées (7,3 %).
L'évolution de l'occupation des sols de la commune et de ses infrastructures peut être observée sur les différentes représentations cartographiques du territoire : la carte de Cassini (XVIIIe siècle), la carte d'état-major (1820-1866) et les cartes ou photos aériennes de l'IGN pour la période actuelle (1950 à aujourd'hui).

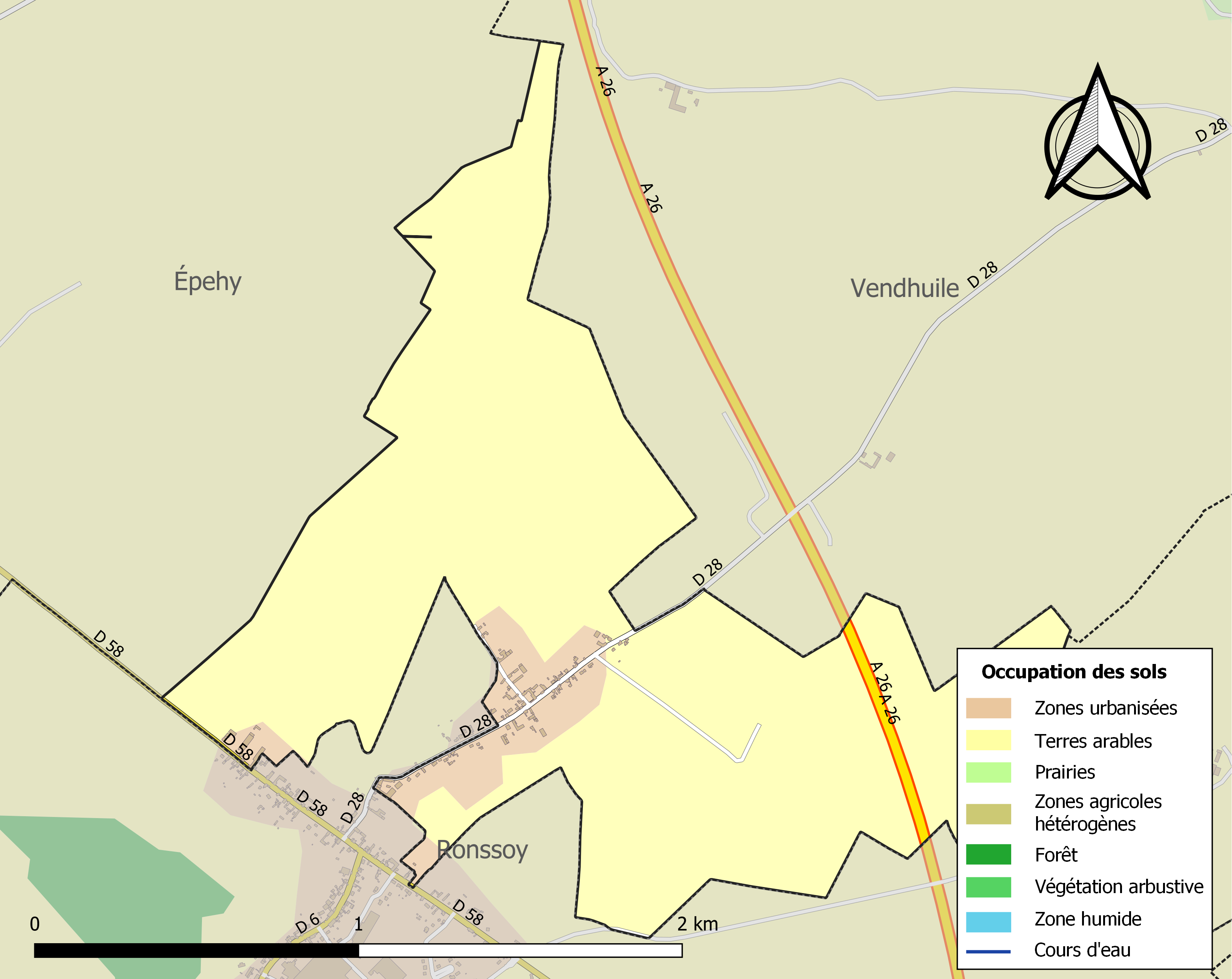
Carte de l'occupation des sols de la commune en 2018 (CLC).

## Toponymie
Le nom de la localité est attesté sous les formes Lempire-en-Cambrésis (1746) ; Lempire-Cambrésis (1766) ; Lumpire ; Sart-Lempire (1791).

## Histoire

### Religion: le protestantisme
En 1691, alors que la France connaît les rigueurs de la révocation de l'édit de Nantes (1685), le village, ainsi que six autres localités environnantes (Hargicourt, Jeancourt, Nauroy, Templeux-le-Guérard, Vendelles et Montbrehain), voit une partie de ses habitants se convertir au protestantisme à la suite des visites du prédicant itinérant Gardien Givry. Les prédications clandestines ont lieu au lieu-dit la Boîte à Cailloux, vallon isolé situé sur le terroir de la commune d'Hesbécourt. Une communauté protestante restera dès lors implantée dans le village. Le temple est aujourd'hui désaffecté.

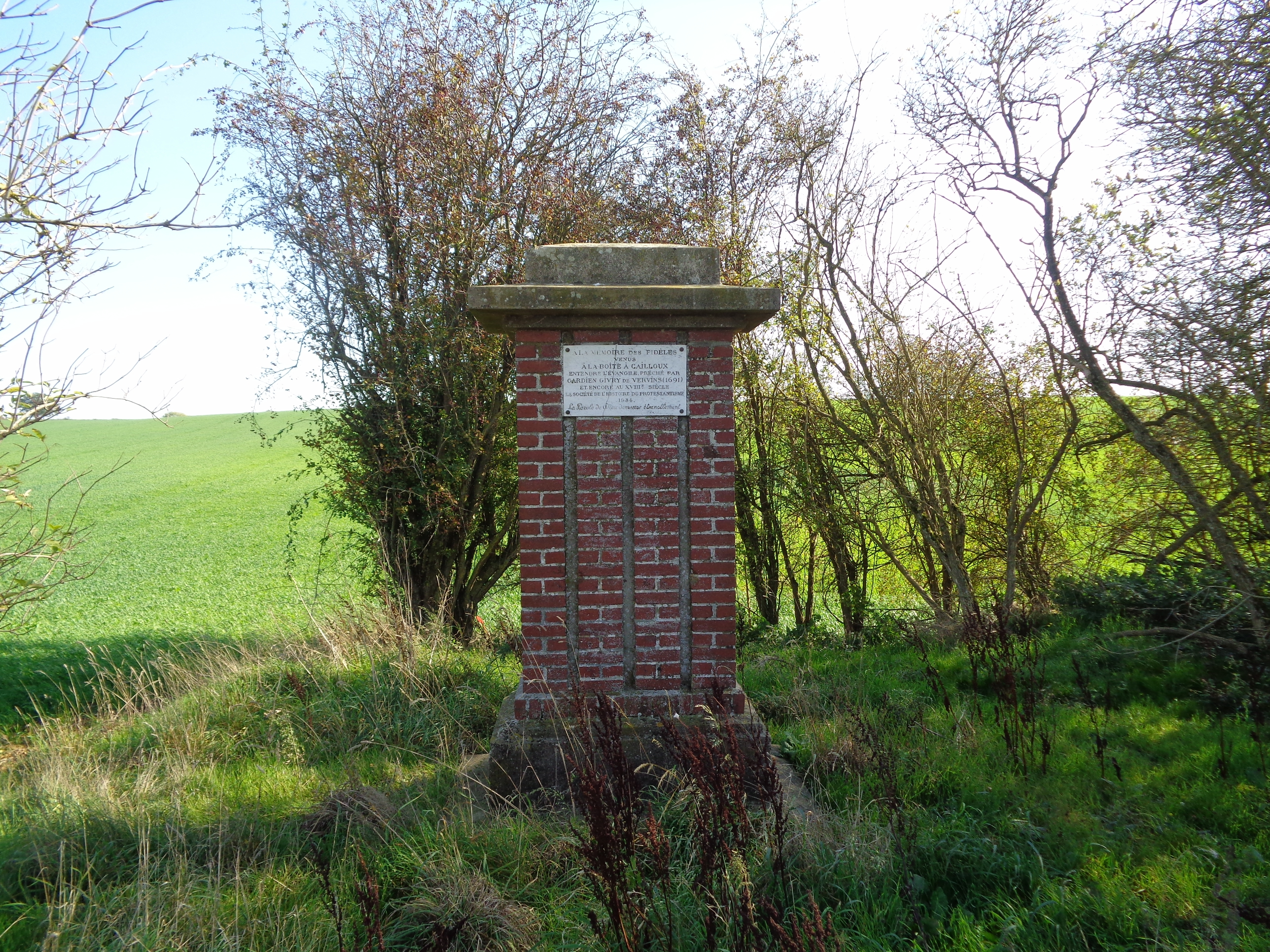
La stèle de la Boîte à Cailloux en 2017.
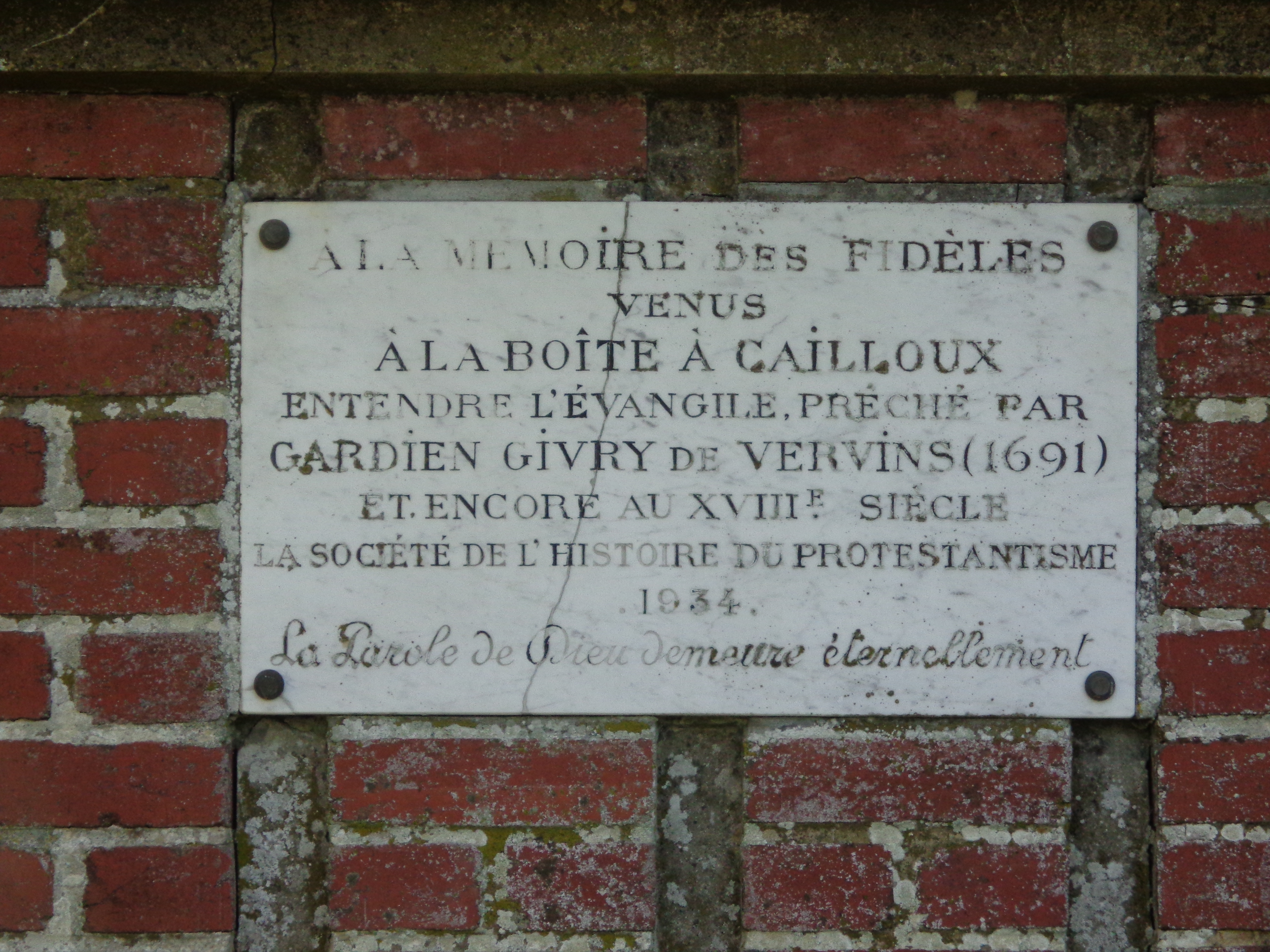
Plaque commémorative sur la stèle.
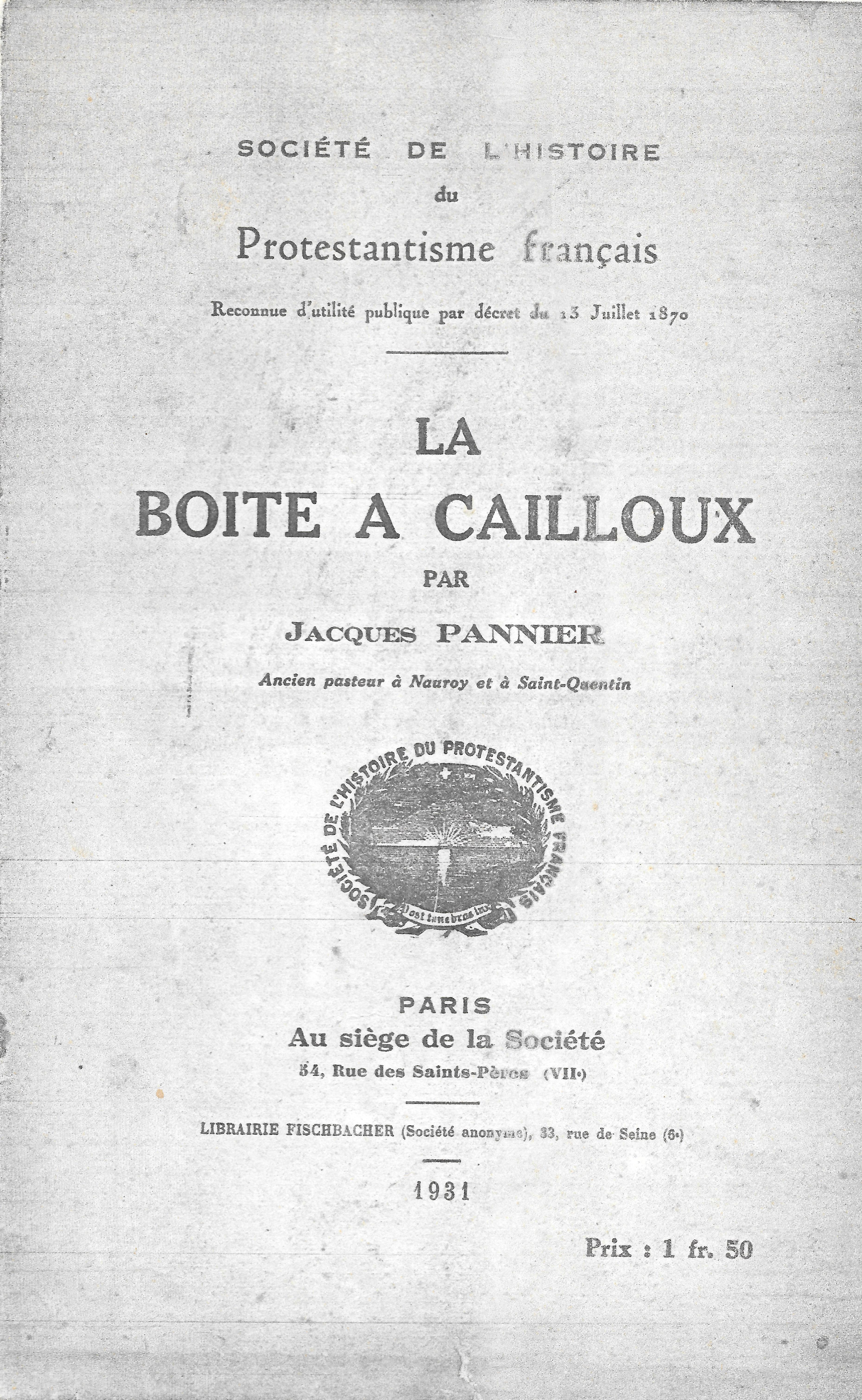
Plaquette éditée en 1931 lors de l'érection de la stèle.
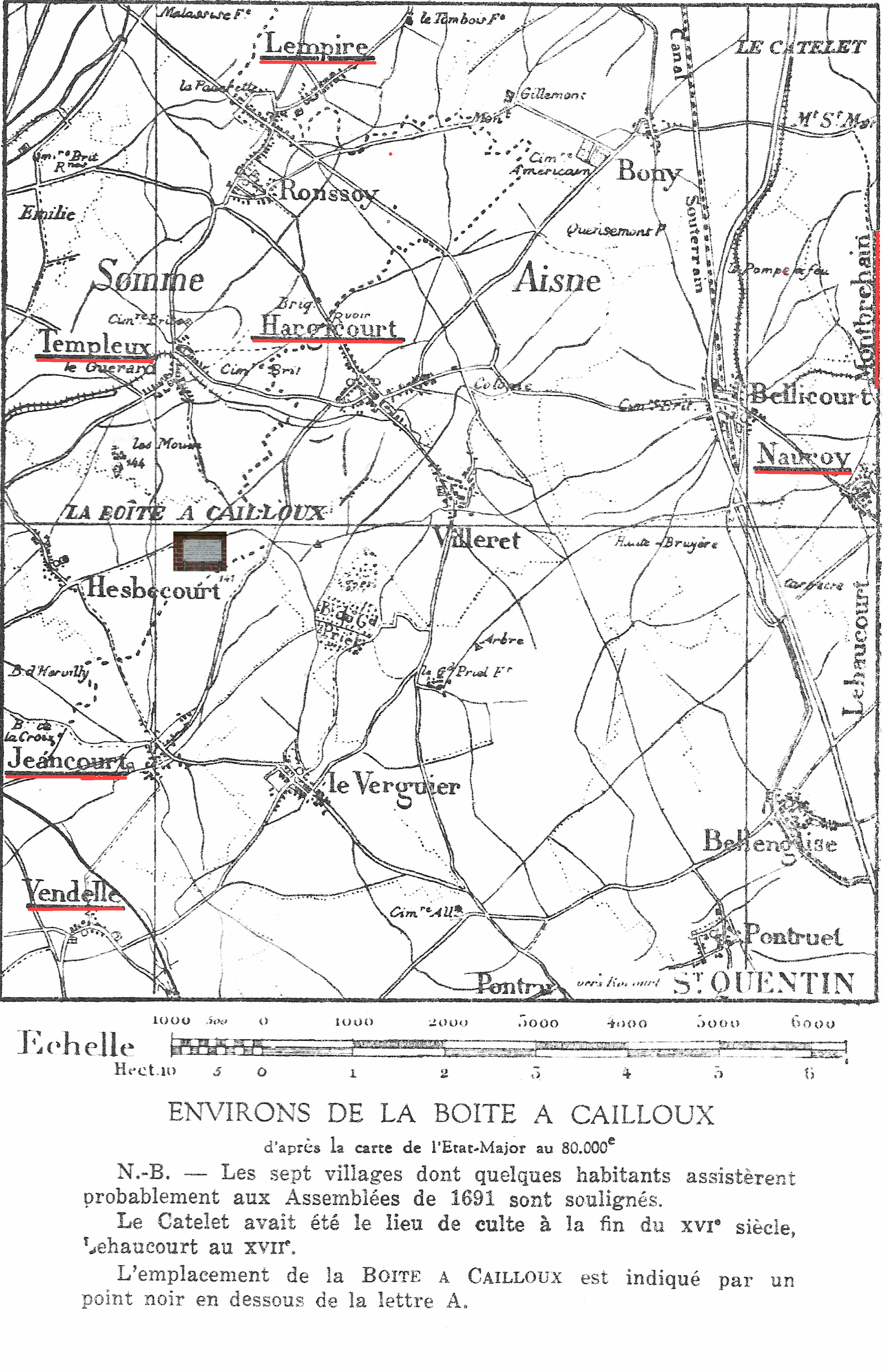
Plan des 7 villages.

### Un hameau devient une commune
Jusqu'en 1792, Lempire est un hameau de la paroisse de Vendhuile. À partir de 1793, Lempire devient une commune à part entière.

## Politique et administration

### Découpage territorial
La commune de Lempire est membre de la communauté de communes du Pays du Vermandois, un établissement public de coopération intercommunale (EPCI) à fiscalité propre créé le 31 décembre 1993 dont le siège est à Bellicourt. Ce dernier est par ailleurs membre d'autres groupements intercommunaux.
Sur le plan administratif, elle est rattachée à l'arrondissement de Saint-Quentin, au département de l'Aisne et à la région Hauts-de-France. Sur le plan électoral, elle dépend du  canton de Bohain-en-Vermandois pour l'élection des conseillers départementaux, depuis le redécoupage cantonal de 2014 entré en vigueur en 2015, et de la deuxième circonscription de l'Aisne  pour les élections législatives, depuis le dernier découpage électoral de 2010.

### Administration municipale
| Période                                  | Période                   | Identité          | Étiquette | Qualité                                       |
| ---------------------------------------- | ------------------------- | ----------------- | --------- | --------------------------------------------- |
| Les données manquantes sont à compléter. |                           |                   |           |                                               |
|                                          | juin 1818                 | Jean-Baptiste Née |           | Laboureur, mercier                            |
| Les données manquantes sont à compléter. |                           |                   |           |                                               |
| 1981                                     | 2001                      | Alcide Delamarre  |           |                                               |
| mars 2001                                | En cours (au 6 juin 2020) | Thierry Cornaille | DVD       | Fonctionnaire Réélu pour le mandat 2020-2026, |

## Démographie
L'évolution du nombre d'habitants est connue à travers les recensements de la population effectués dans la commune depuis 1793. Pour les communes de moins de 10 000 habitants, une enquête de recensement portant sur toute la population est réalisée tous les cinq ans, les populations de référence des années intermédiaires étant quant à elles estimées par interpolation ou extrapolation. Pour la commune, le premier recensement exhaustif entrant dans le cadre du nouveau dispositif a été réalisé en 2004.

En 2022, la commune comptait 129 habitants, en évolution de +38,71 % par rapport à 2016 (Aisne : −1,97 %, France hors Mayotte : +2,11 %).
| 1793 | 1800 | 1806 | 1821 | 1831 | 1836 | 1841 | 1846 | 1851 |
| ---- | ---- | ---- | ---- | ---- | ---- | ---- | ---- | ---- |
| 395  | 315  | 412  | 487  | 526  | 515  | 498  | 537  | 491  |

| 1856 | 1861 | 1866 | 1872 | 1876 | 1881 | 1886 | 1891 | 1896 |
| ---- | ---- | ---- | ---- | ---- | ---- | ---- | ---- | ---- |
| 475  | 470  | 463  | 428  | 389  | 372  | 383  | 356  | 350  |

| 1901 | 1906 | 1911 | 1921 | 1926 | 1931 | 1936 | 1946 | 1954 |
| ---- | ---- | ---- | ---- | ---- | ---- | ---- | ---- | ---- |
| 321  | 304  | 315  | 224  | 243  | 181  | 179  | 136  | 159  |

| 1962 | 1968 | 1975 | 1982 | 1990 | 1999 | 2004 | 2006 | 2009 |
| ---- | ---- | ---- | ---- | ---- | ---- | ---- | ---- | ---- |
| 144  | 124  | 122  | 113  | 127  | 107  | 90   | 90   | 107  |

| 2014 | 2019 | 2022 | - | - | - | - | - | - |
| ---- | ---- | ---- | - | - | - | - | - | - |
| 94   | 116  | 129  | - | - | - | - | - | - |

## Culture locale et patrimoine

### Lieux et monuments
- Église de la Nativité-de-la-Sainte-Vierge de Lempire, reconstruite après la guerre 1914-1918.
- Temple protestant, construit en 1821 puis reconstruit en 1851, aujourd'hui à l'abandon.
- Monument aux morts.
- Au cimetière communal, tombes de guerre de la Commonwealth War Graves Commission[24].

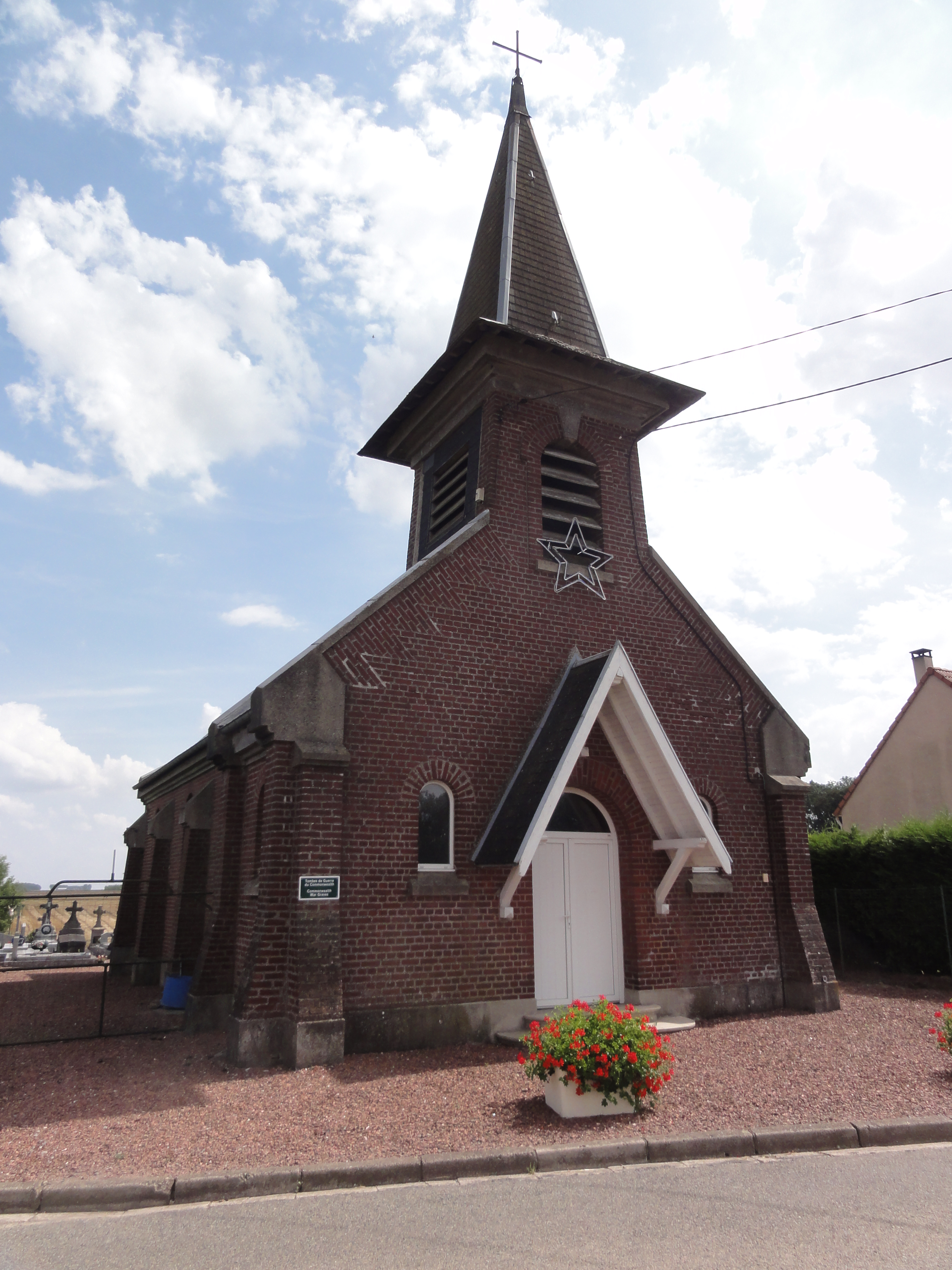
Église Nativité-de-la-Sainte-Vierge.
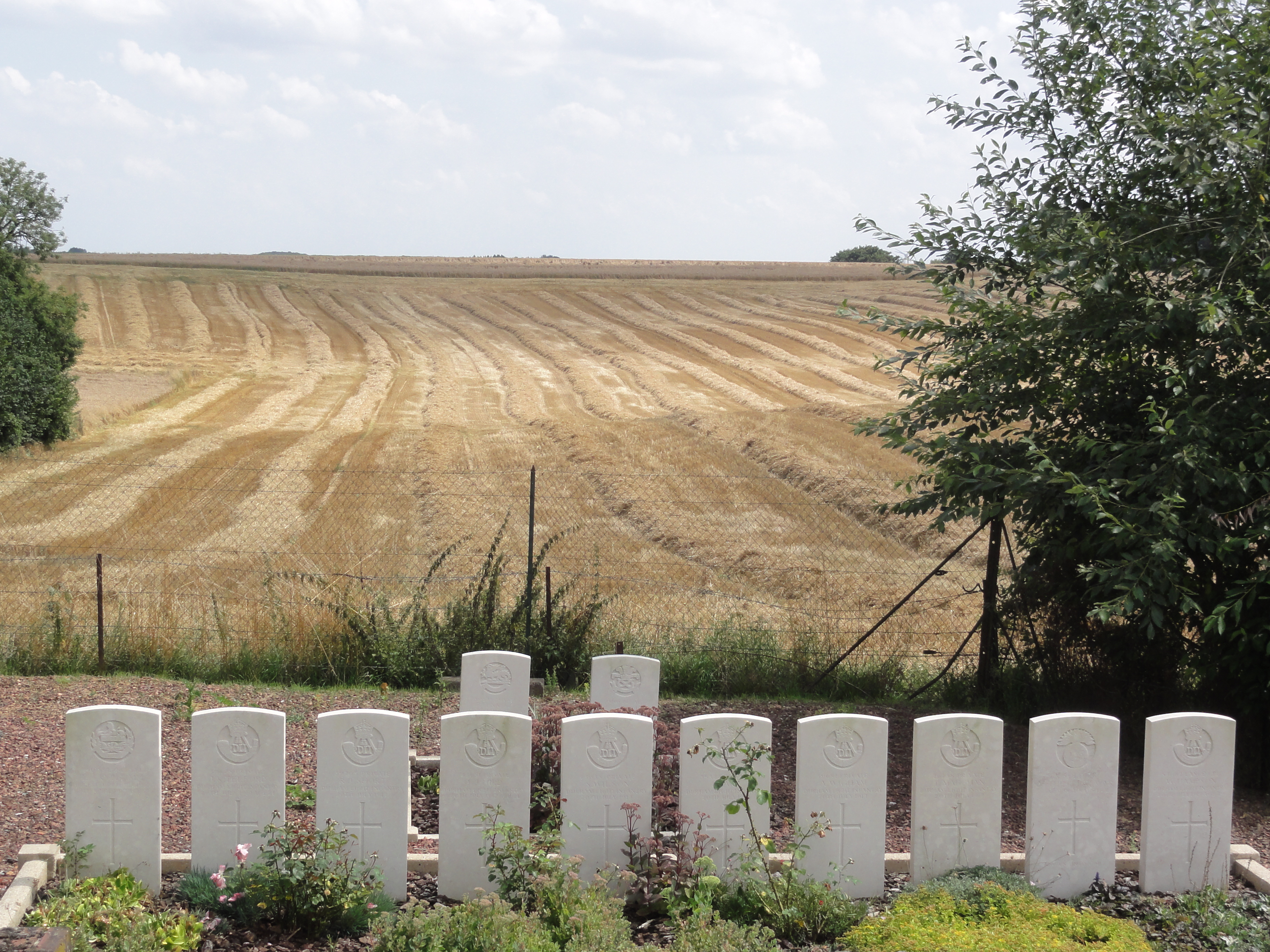
Tombes de guerre de la CWGC.
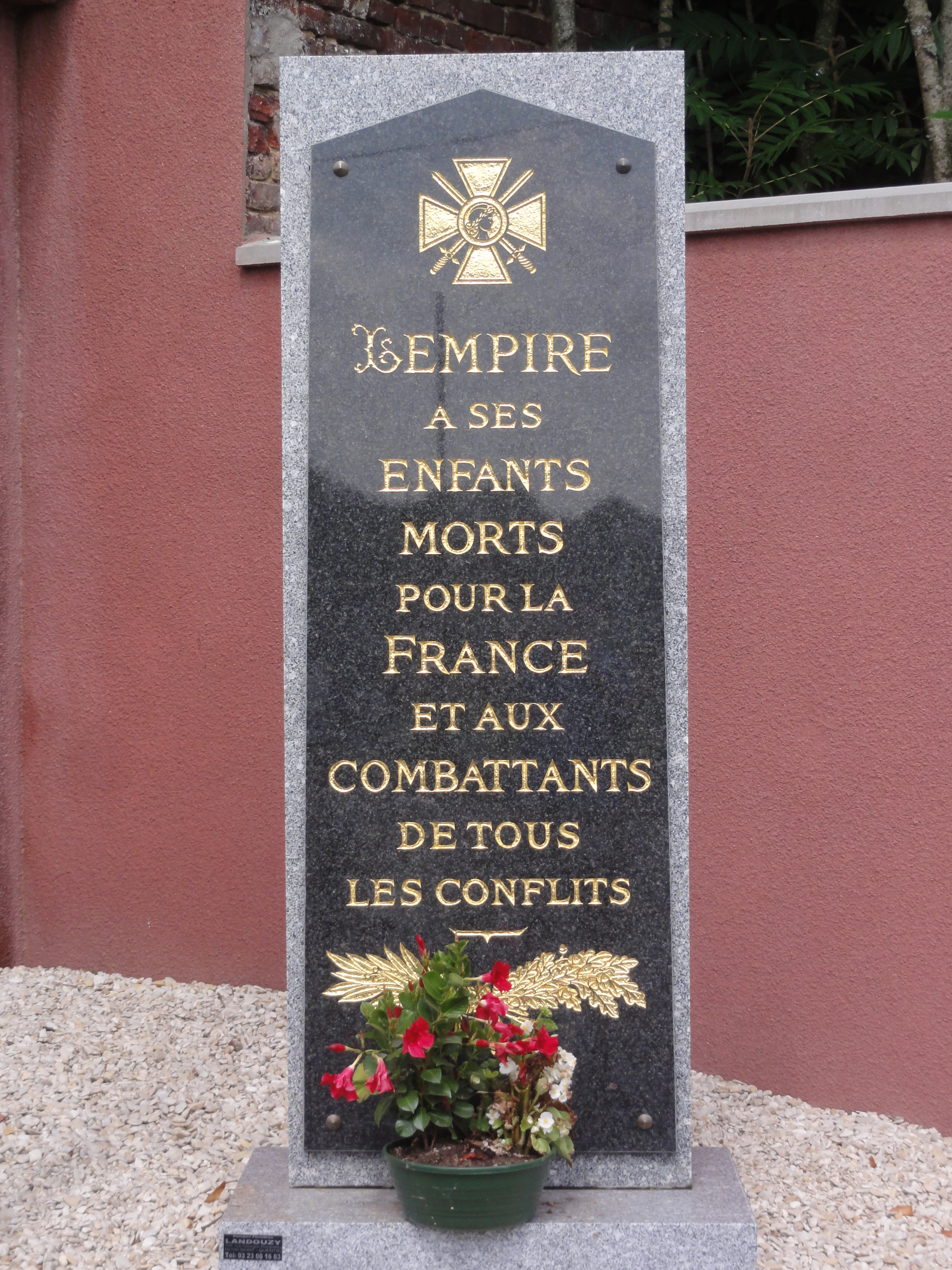
Monument aux morts.
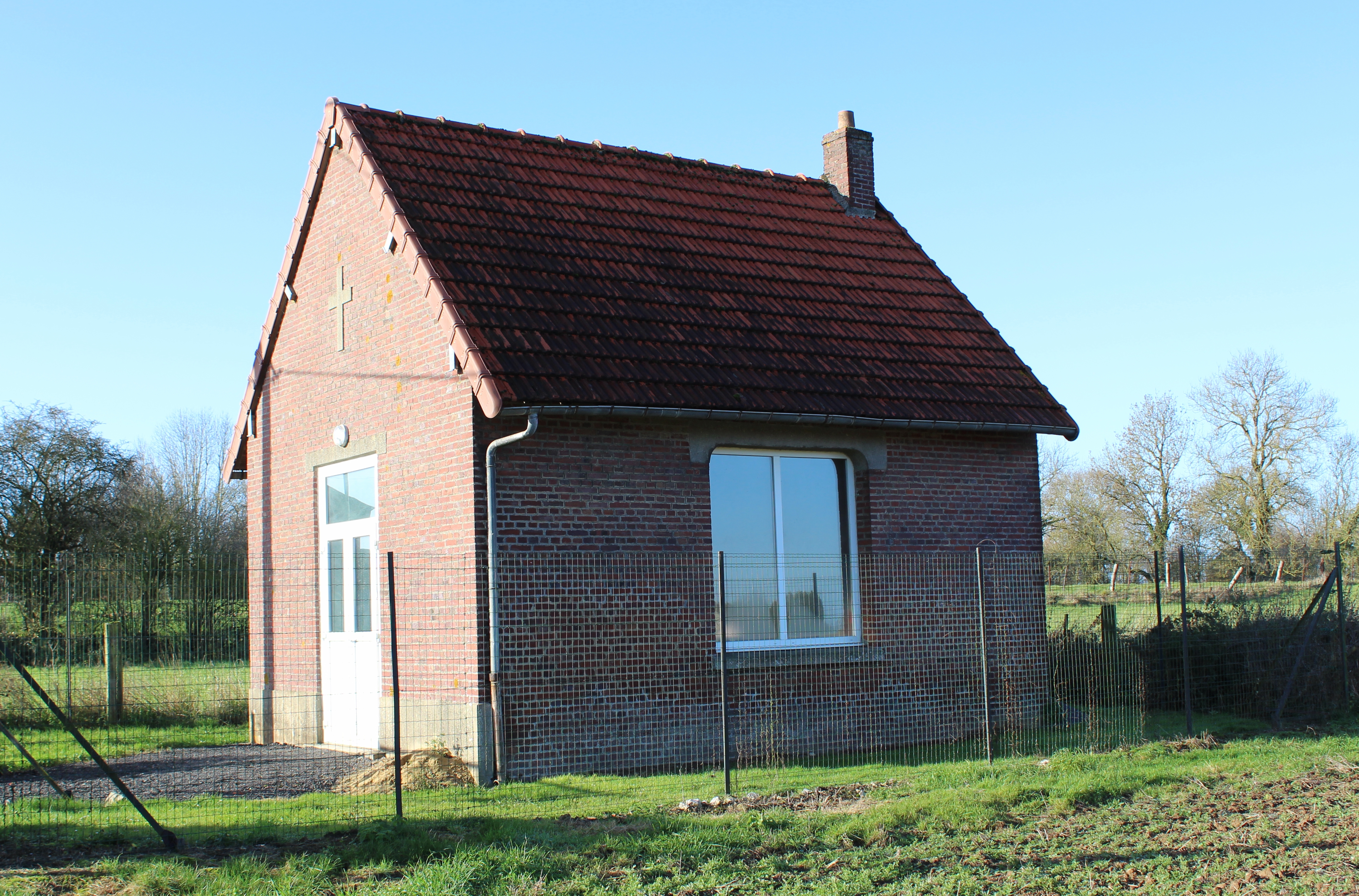
L'ancien temple protestant.

### Héraldique
| Blason de Lempire | Blason  | Parti : au 1er d'azur à la bande d'argent côtoyée de deux doubles cotices potencées contre-potencées d'or, au 2e coupé au I d'or à l'aigle bicéphale de sable et II de gueules à la rose d'argent. Ornements extérieursCroix de guerre 1914-1918 |
| Blason de Lempire | Détails | Commune de l'ancien Cambrésis, elle doit son nom à sa proximité géopolitique avec les Pays-Bas autrichiens, illustrée par l'aigle bicéphale de sable sur un champ d'or de la maison d'Autriche. La rose d'argent est en relation avec l'église du lieu consacrée à la Nativité de la Sainte-Vierge. Le champ de gueules rappelle la destruction du village lors de la Première Guerre mondiale. Le premier parti du blason montre l'appartenance de la commune au département de l'Aisne. Création de Jean-François Binon utilisée par la commune. |